# Cassolnovo
Cassolnovo (Casœ in dialetto cassolese e Cassö nel dialetto lomellino) è un comune italiano di 6 771 abitanti della provincia di Pavia in Lombardia. Si trova nella Lomellina nordorientale alle porte di Vigevano, città alla quale è legata da profondi legami storici. È il comune più settentrionale della provincia e confina con le province di Novara e Milano.
Il territorio comunale si trova completamente all'interno del Parco naturale lombardo della Valle del Ticino.

## Storia
L'attuale comune di Cassolnovo ebbe origine, all'inizio del XIX secolo, dall'unione dei comuni di Cassolnuovo, Villanova e Villareale. Quest'ultimo, l'attuale Villareale, corrisponde all'originario centro di Cassolo. Nel 1164 l'imperatore Federico I lo pose sotto la giurisdizione di Pavia. Nel 1360 circa, frattanto, era sorto il nuovo centro di Cassolo Nuovo, cosicché Cassolo cominciò a essere chiamato Cassolvecchio.
Con atto di donazione del 28 gennaio 1494, il feudo fu donato da Ludovico il Moro alla moglie Beatrice d'Este, con tutte le relative possessioni, fortilizi e diritti feudali a esse connessi, ossia il mero et mixto imperio, ogni tipo di giurisdizione, omaggi, immunità, etc, la facoltà di amministrarle secondo il proprio arbitrio, deputare castellani, pretori, ufficiali, etc, nonché di fruizione delle rendite.
Entrambi i centri fecero parte del Marchesato di Vigevano, assegnato a Gian Giacomo Trivulzio nel 1499, e passato nel 1515 al cardinale Matteo Schiner, i cui nipoti li venderanno ai Gadio da cui saranno ceduti nel 1572 alla camera ducale. In tal modo i due centri, come Vigevano d'altra parte, non saranno più infeudati per lungo tempo. Nel 1522 il barone di Peschici si insediò presso il castello di Villanova e di li a poco nel 1532 riuscì a unificare il territorio di Cassolnovo, Cassolvecchio e Villanova, che nel frattempo era stato incluso nella provincia del Contado di Novara, entrò a far parte della nuova provincia del Contado di Vigevano, o Vigevanasco. Nel 1743 esso fu unito ai domini di Casa Savoia, cui già dal 1707 apparteneva la Lomellina. Poco prima della fine del feudalesimo Cassolnovo con Cassolvecchio e Villanova fu infeudato come Contea ai Gonzaga del ramo di Vescovato. Nel 1818 con Vigevano fu unito alla provincia della Lomellina, e nel 1859 alla provincia di Pavia.

### Simboli
Lo stemma e il gonfalone del comune di Cassolnovo sono stati concessi con decreto del presidente della Repubblica del 17 aprile 2015.
(D.P.R. del 17.04.2015)
Il gonfalone è un drappo partito di azzurro e di bianco
ANEDDOTO
Il proverbio "tranquillo è morto" nacque a Cassolnovo (PV).
Tranquillo Grassi (1896-1917) nacque a Cassolnovo da una famiglia di contadini, egli è ricordato dai cassolesi perché all'età di 21 anni venne chiamato alle armi e morì in battaglia il 10 settembre 1917 a Caporetto (nella famosa battaglia di Caporetto).
Dopo la sua morte un suo amico Pacifico Aina incominciò a coniare il proverbio “tranquillo è morto".
Ancora oggi in molte regioni italiane quando uno dice “stai tranquillo" l'altro risponde “tranquillo è morto".

## Monumenti e luoghi di interesse
- Castello di Villanova
- Parco naturale lombardo della Valle del Ticino
- Naviglio Sforzesco
- Naviglio Langosco

## Cultura

### Cucina

#### Sagra d'Autunno (Schisciafarniscula)
Ogni ultima domenica di Ottobre, al centro abitato di Cassolnovo si potrà consumare un piatto con alla base un impasto a base di pasta di pizza fritta con sopra mozzarella, origano e salsa di pomodoro piccante.

### Eventi

#### Palio di San Defendente
Nella prima settimana di luglio si svolge il Palio delle contrade dedicato a san Defendente (nella stessa settimana si svolgono altri festeggiamenti dedicati al santo), in cui si sfidano le quattro contrade: Stradon, Furnasa, Strà Vegia e San Giorg.
L'altra festa patronale è quella dedicata a san Bartolomeo, celebrata la seconda settimana di settembre.

## Geografia antropica

### Frazioni

#### Molino del Conte
Inizialmente Molino lo si poteva trovare negli Archivi sotto il nome di "Cascina dei Nobili Calderara" ma quando questi vendettero le proprietà ad un'altra famiglia nel 1829, questo luogo prese il nome di Molino del Conte. Questa frazione ebbe però il suo sviluppo nell'anno 1882, quando cioè gli industriali Crespi e Gianoli decisero di utilizzare la forza delle acque del Naviglio Langosco per muovere il loro stabilimento di filatura. In quel periodo fecero anche costruire delle case per i loro operai, un Asilo-Convitto contenente le Scuole Elementari, un Asilo Infantile e un Convitto per ospitare le operaie che venivano da lontano, e fecero abbattere e ricostruire la chiesa dichiarata Parrocchia col titolo di "Addolorata Regina del Mondo", andando a formare il nuovo nucleo di Molino del Conte. Quando verso la fine del 1955 venne chiuso lo stabilimento, i proprietari permisero che le case fossero vendute agli operai a basso prezzo. Nel 1963 fu costruita la nuova Chiesa Parrocchiale, venne aggiunto un ampio salone ricavato nel seminterrato della chiesa, la Casa Parrocchiale e un campo sportivo.

#### Villanova
Nel 1124 divenne di proprietà dei monaci Vallombrosiani del monastero di san Bartolomeo. Questi ultimi fecero costruire una chiesa, ricostruita poi nel secolo XVII per ordine della famiglia Gonzaga, di cui oggi rimangono solo il campanile, un altare ora dedicato alla Madonna e un quadro datato 1300 circa. Nel corso degli anni la corte di Villanova andò in decadenza fino a quando, Gian Galeazzo Maria Sforza e Lodovico il Moro, tra il 1400 e il 1500, lo acquistarono e lo riadattarono a tenuta di caccia che fungeva anche da centro direzionale dell'agricoltura della zona. Nel 1470 Galeazzo, approfittando delle condizioni del terreno paludoso, tentò il primo esperimento della semina e della raccolta del riso. Successivamente, Ludovico si preoccupò di sistemare la rete di canali per l'irrigazione di tutto il territorio circostante. Dopo la fine del ducato, Villanova mantenne la sua destinazione agricola e divenne proprietà, tra gli altri, dei Gonzaga, che fecero ricostruire la chiesa aggiungendo una cappella dedicata a san Luigi Gonzaga (1667). Il castello si presenta ancora oggi a pianta quadrata con quattro basse torri angolari e un rivellino (torrione merlato) al centro del fronte principale. In corrispondenza dell'ingresso sono collocati due grossi busti marmorei, rovinati dal tempo, di epoca imperiale romana, mentre sulla parete del torrione centrale vi sono tracce delle aperture per il ponte levatoio e la passerella.

#### Villareale
Questa frazione deve il suo nome all'affetto che provava Francesco II Sforza (secondogenito di Lodovico il Moro) per questi luoghi, nei pressi del Ticino, ricchi di animali da cacciare. La sua nascita però risale all'epoca dei romani e il suo sviluppo è parallelo a quello di Cassolnovo. Nei vecchi registri infatti, Villareale è denominata "Cassolo Vecchio" o "Cassiolo". Nel 1359, con il susseguirsi delle guerre e le contese tra Estensi, Gonzaga e Monferrato, per mantenere più saldo il dominio su il territorio di Novara, Galeazzo II fece distruggere molti dei domini che aveva in questa zona, tra i quali anche Cassiolo. Con esso vennero distrutti:
- la Chiesa di san Vittore, considerata la prima chiesa parrocchiale di Cassolo;
- il Monastero di San Lorenzo, situato nei pressi della Buccella;
- il castello di Cassolvecchio, considerato uno dei più belli costruiti in zona durante il Medioevo, tant'è che alcune delle sue colonne di sarisso furono trasportare a Vigevano e riutilizzate per adornare il porticato della piazza ducale.

Villareale è anche la frazione che ospita il Ramo di Prati, una diramazione del Fiume Ticino. Il letto del Ramo è in continua espansione, infatti dal 2009 ad oggi esso ha modificato e sommerso parte dei campi adiacenti a causa dell'abbondante portata dell'acqua alimentata dalla regolazione del Lago Maggiore e dallo scolmatore del nord-ovest. Questo fenomeno potrebbe, nei prossimi anni danneggiare la flora, la fauna e l'ecosistema bosco in maniera consistente.

## Infrastrutture e trasporti
Fra il 1884 e il 1934 la località era servita da una fermata della tranvia Novara-Vigevano-Ottobiano.
Attualmente è servita di linea bus extraurbano gestito da Autoguidovie numero 87 (Vigevano-Novara).